# سليم النفار
سليم مصطفى سليم النفار (27 أغسطس 1963 - 7 ديسمبر 2023) هو شاعر وكاتب فلسطيني ولد في مدينة غزة، له عدة دواوين منشورة، عاش في سورية ولبنان وعاد إلى غزة في عام 1994.

## نشأته
ولد في غزة عام 1963، وانتقل مع عائلته إلى خارج فلسطين بعد إبعاد سلطات الاحتلال الإسرائيلي والده عام 1968، حيث عمل الأب في صفوف المقاومة في الأردن ثم انتقل بعد 1970 إلى سورية، وسكنت العائلة في مخيم الرمل بالقرب من مدينة اللاذقية. أُستشهد والده في في لبنان عام 1973، وكان لذلك أثرٌ واضح في حياة الشاعر وفي كتاباته لاحقاً.

## دراسته ونشاطه الأدبي
تلقى سليم النفار تعليمه المدرسي والجامعي في مدينة اللاذقية، ودرس الأدب العربي في جامعة تشرين بسوريا، حيث شكَّل هناك ملتقى «أبو سلمى» السنوي للمبدعين الشباب سنة 1986.
كَتب مبكراً الشعر وكان ناشطاً سياسياً في صفوف منظمة التحرير الفلسطينية حتى عودته إلى غزة مع السلطة الوطنية الفلسطينية في عام 1994، وقد ساهم في تأسيس جمعية «الإبداع الثقافي» في غزة سنة 1997.
عمِل مديراً في وزارة الثقافة الفلسطينية، كما كان محرراً أدبياً في مجلة نضال الشعب ومجلة الزيتونة ومجلة الأفق. سليم النفار كان أيضاً عضواًَ في الأمانة العامة لاتحاد الكتاب والأدباء الفلسطينيين – قطاع غزة، وكان واحدا من مؤسسي جماعة “الإبداع الثقافي” في غزة في العام 1997.
اقرّت وزارة التربية والتعليم الفلسطينية قصيدته «يا أحبائي» في منهاج التعليم للصف التاسع الأساسي الجديد ابتداءً من العام الدراسي 2017-2018.
مثل فلسطين في مهرجانات شعرية في بغداد وجرش والدوحة واسكتلندا، كما ترجمت قصيدته «تحت الحصار» ونشرت في مجموعة «الطائر ليس حجرا» (بالإنجليزية: A Bird is Not a Stone) التي صدرت في اسكتلندا عام 2014 وضمت قصائد مختارة لـ 25 شاعرة وشاعرا فلسطينيا.

## أبرز أعماله

### دواوين شعرية
- «تداعيات على شرفة الماء»  صدر عن اتحاد الكتاب والأدباء الفلسطينيين في القدس/ العام-1996
- «سور لها» صدر عن دار الأمل للطباعة والنشر في غـزة عام 1997
- «بياض الأسئلة» صدر عن مركز اوغاريت للنشر والترجمة - في رام الله2001
- «شرف على ذلك المطر» صدر عن وكالة أبو غوش للنشر في القدس/ العام 2004[6]
- «حالة وطن» وقصائد أخرى صدر عن دار دروب الغد  - الأردن  2014
- الأعمال الشعرية الناجزة   إصدار وزارة الثقافة الفلسطينيية في رام الله 2016
- حارس الانتظار، دار الكلمة للنشر والتوزيع، غزة 2021[8]

### نثر
- هذا ما أعنيه.. سيرة ذاتية/ صدرت عن المؤسسة الفلسطينية للإرشاد القومي - رام الله/العام 2004
- كتاب نثري بعنوان – غزة 2014 صدرت عن مكتبة كل شيء، حيفا 2017
- فوانيس المخيم رواية صدرت عن مكتبة كل شيء حيفا 2018[9]
- ذاكرة ضيقة على الفرح - سيرة ذاتية، مكتبة كل شيء، حيفا 2020[10]
- ليالي اللاذقية رواية صدرت عن مكتبة كل شيء حيفا 2022[11]

## وفاته
أغتيل سليم النفار هو وعائلته في ضربة جوية نفذتها القوات الجوية الإسرائيلية على منزله في حي النصر وذلك خلال الحرب الفلسطينية الإسرائيلية. واستشهد في الغارة كلا من النفار وزوجته وبناته وابنه الوحيد مصطفى واخته وزوجها وأولادها، كما جاء على صفحة وزارة الثقافة الفلسطينية وصفحة الأمين العام لإتحاد الكتاب الفلسطينيين مراد السوداني وغيرهم.